# Tabu: A Story of the South Seas
Tabu: A Story of the South Seas is een Amerikaanse dramafilm uit 1931. Het was de laatste film van regisseur F.W. Murnau die een week voordat de film was uitgebracht aan een auto-ongeluk overleed. De film werd in 1996 toegevoegd aan het National Film Registry.

## Rolverdeling
| Acteur         | Personage  |
| -------------- | ---------- |
| Matahi         | jongen     |
| Anne Chevalier | meisje     |
| Bill Bambridge | politieman |
| Hitu           | krijger    |